# Gouvernement Gething
2024 — 2024
Drakeford II E. Morgan
Le gouvernement de Vaughan Gething est la douzième administration exécutive dévolue du pays de Galles, en fonction du 21 mars au 5 août 2024, sous la VIe législature du Parlement gallois.
Ce gouvernement gallois est dirigé par Vaughan Gething, nommé premier ministre par le roi la veille après avoir été proposé par le Parlement gallois. Succédant au second gouvernement de Mark Drakeford (2021-2023), structure formée après la victoire du Parti travailliste aux élections générales du Senedd du 6 mai 2021, il s’agit d’un gouvernement minoritaire soutenu par 30 des 60 représentants au Senedd constitués au sein du groupe travailliste.

## Histoire

### Contexte politique
Le 16 mars 2024, Vaughan Gething est proclamé chef du Parti travailliste gallois, victorieux d’une élection (en) l’opposant à son collègue Jeremy Miles. Dans cette position politique, il succède à Mark Drakeford, en fonction depuis 2018, à qui il s’est opposé lors du précédent scrutin interne (en) provoqué par la démission de Carwyn Jones,.
Mark Drakeford annonce le 19 mars sa démission de la position de premier ministre, qui est acceptée par Charles III le lendemain. La vacance de la fonction provoque un vote au Parlement gallois visant à proposer un nouveau chef du gouvernement. Opposée à celle du chef des conservateurs Andrew R. T. Davies et à celle du dirigeant parlementaire de Plaid Cymru Rhun ap Iorwerth, sa candidature, soutenue par 27 membres du Senedd, est sitôt soumise à l’approbation du roi. Pleinement nommé, il signe son serment d’affirmation dans la même journée,.

### Mise en place du gouvernement
Le gouvernement, qui comprend neuf membres supérieurs titrés secrétaires de cabinet et trois membres inférieurs qualifiés de ministres, est annoncé le 21 mars 2024. Aux membres de la structure ministérielle s’ajoutent le conseiller général et la whip en chef.

## Composition

### Cabinet
Les secrétariats de cabinet sont annoncés le 21 mars 2024.
| Poste | Identité              | Mandat                             | Groupe | Groupe             |
| --- | --------------------- | ---------------------------------- | ------ | ------------------ |
| Premier ministre First Minister Prif Weinidog | Vaughan Gething       | En fonction depuis le 20 mars 2024 |        | Parti travailliste |
| Secrétaire de cabinet pour l’Économie, l’Énergie et la Langue galloise Cabinet Secretary for Economy, Energy and Welsh language Ysgrifennydd y Cabinet dros yr Economi, Ynni a’r Gymraeg                               | Jeremy Miles          | En fonction depuis le 21 mars 2024 |        | Parti travailliste |
| Secrétaire de cabinet pour la Santé et la Protection sociale Cabinet Secretary for Health and Social Care Ysgrifennydd y Cabinet dros Iechyd a Gofal Cymdeithasol                                                      | Eluned Morgan         | En fonction depuis le 21 mars 2024 |        | Parti travailliste |
| Secrétaire de cabinet pour les Finances, la Constitution et le Bureau du cabinet Cabinet Secretary for Finance, Constitution and Cabinet Office Ysgrifennydd y Cabinet dros Gyllid, y Cyfansoddiad a Swyddfa’r Cabinet | Rebecca Evans (en)    | En fonction depuis le 21 mars 2024 |        | Parti travailliste |
| Secrétaire de cabinet pour le Logement, le Gouvernement local et l’Aménagement Cabinet Secretary for Housing, Local government and Planning Ysgrifennydd y Cabinet dros Lywodraeth Leol, Tai a Chynllunio              | Julie James (en)      | En fonction depuis le 21 mars 2024 |        | Parti travailliste |
| Secrétaire de cabinet pour l’Éducation Cabinet Secretary for Education Ysgrifennydd y Cabinet dros Addysg | Lynne Neagle (en)     | En fonction depuis le 21 mars 2024 |        | Parti travailliste |
| Secrétaire de cabinet pour le Nord du pays de Galles et les Transports Cabinet Secretary for North Wales and Transport Ysgrifennydd y Cabinet dros Ogledd Cymru a Thrafnidiaeth                                        | Ken Skates (en)       | En fonction depuis le 21 mars 2024 |        | Parti travailliste |
| Secrétaire de cabinet pour le Changement climatique et les Affaires rurales Cabinet Secretary for Climate Change and Rural Affairs Ysgrifennydd y Cabinet dros Newid Hinsawdd a Materion Gwledig                       | Huw Irranca-Davies    | En fonction depuis le 21 mars 2024 |        | Parti travailliste |
| Secrétaire de cabinet pour la Culture et la Justice sociale Cabinet Secretary for Culture and Social Justice Ysgrifennydd y Cabinet dros Ddiwylliant a Chyfiawnder Cymdeithasol                                        | Lesley Griffiths (en) | En fonction depuis le 21 mars 2024 |        | Parti travailliste |
| Conseiller général (désigné) Counsel General Cwnsler Cyffredinol | Mick Antoniw (en)     | En fonction depuis le 21 mars 2024 |        | Parti travailliste |
| Titulaire d’un poste ayant des dispositions particulières pour être membre du cabinet |                       |                                    |        |                    |
| Whip en chef et trefnydd Chief Whip and Trefnydd Y Prif Chwip a’r Trefnydd | Jane Hutt             | En fonction depuis le 21 mars 2024 |        | Parti travailliste |

Galerie des membres du cabinet
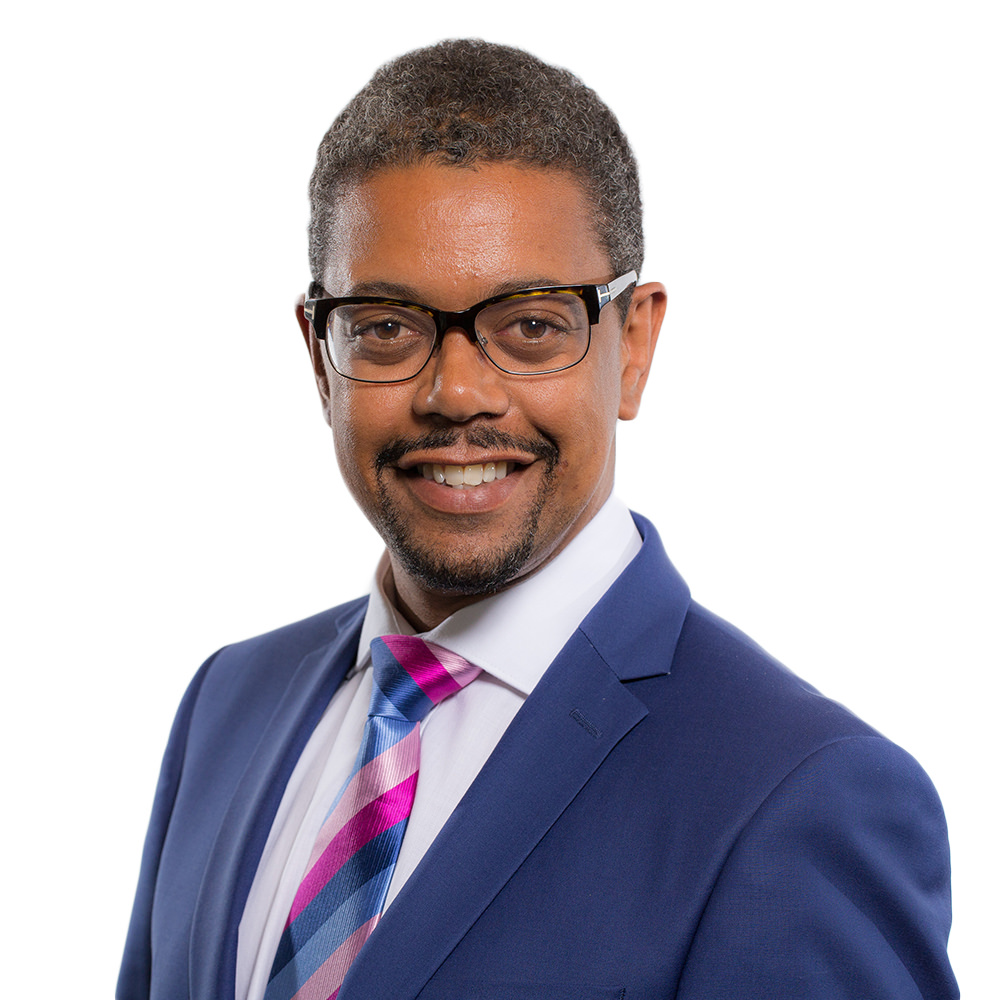
Vaughan Gething (primature)
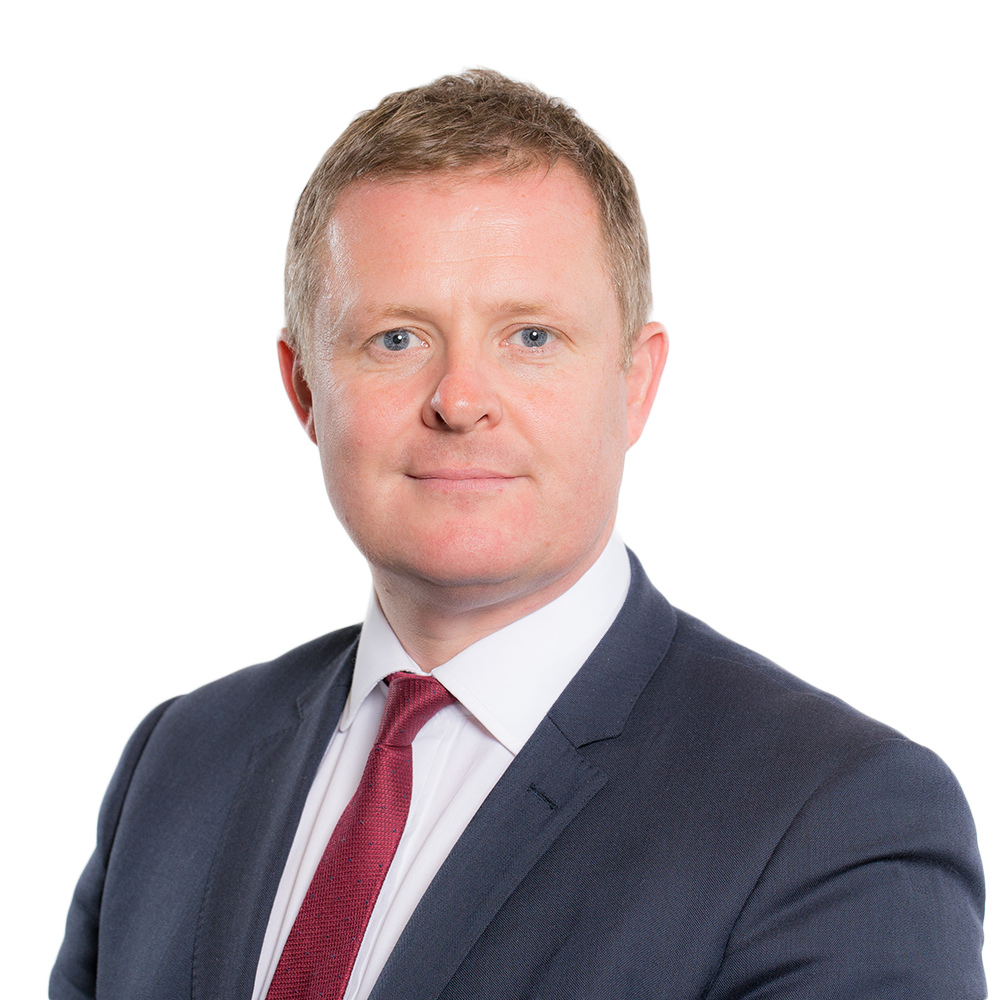
Jeremy Miles (économie, énergie et langue galloise)
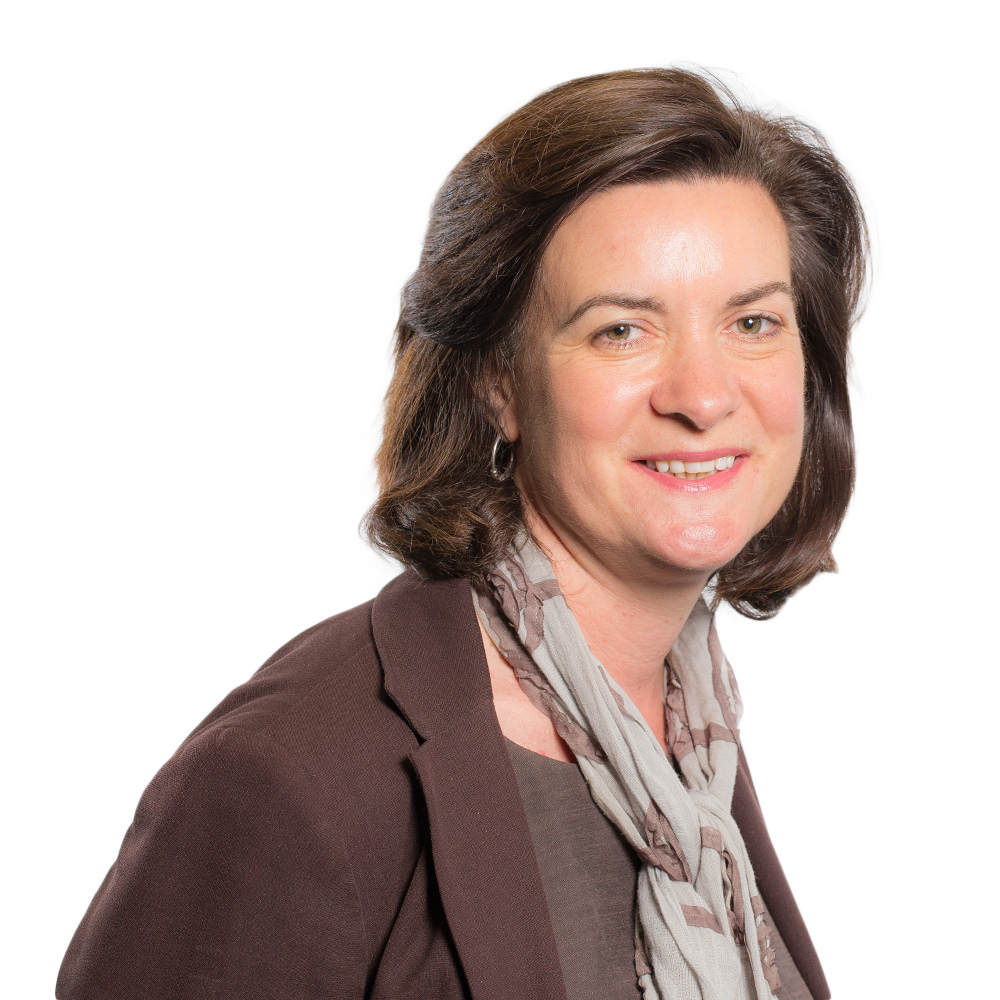
Eluned Morgan (santé et protection sociale)
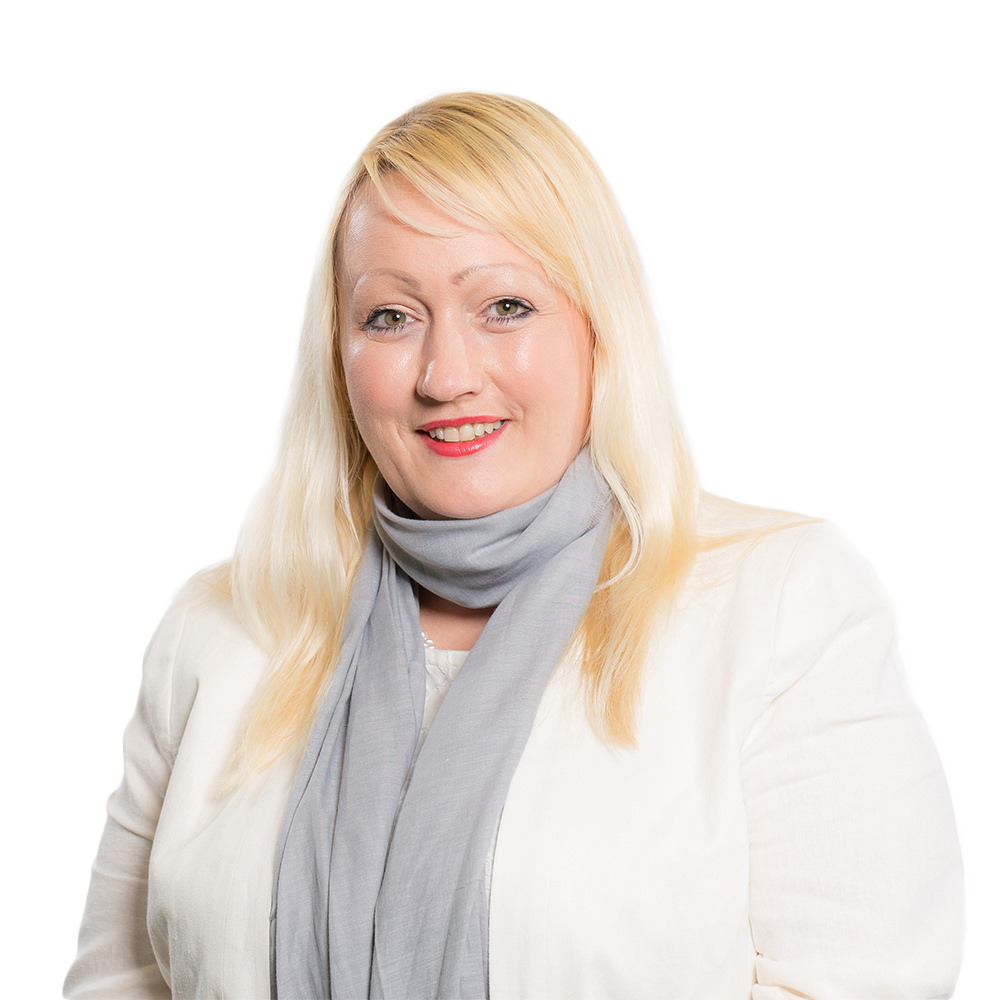
Rebecca Evans (finances, constitution et bureau du cabinet)
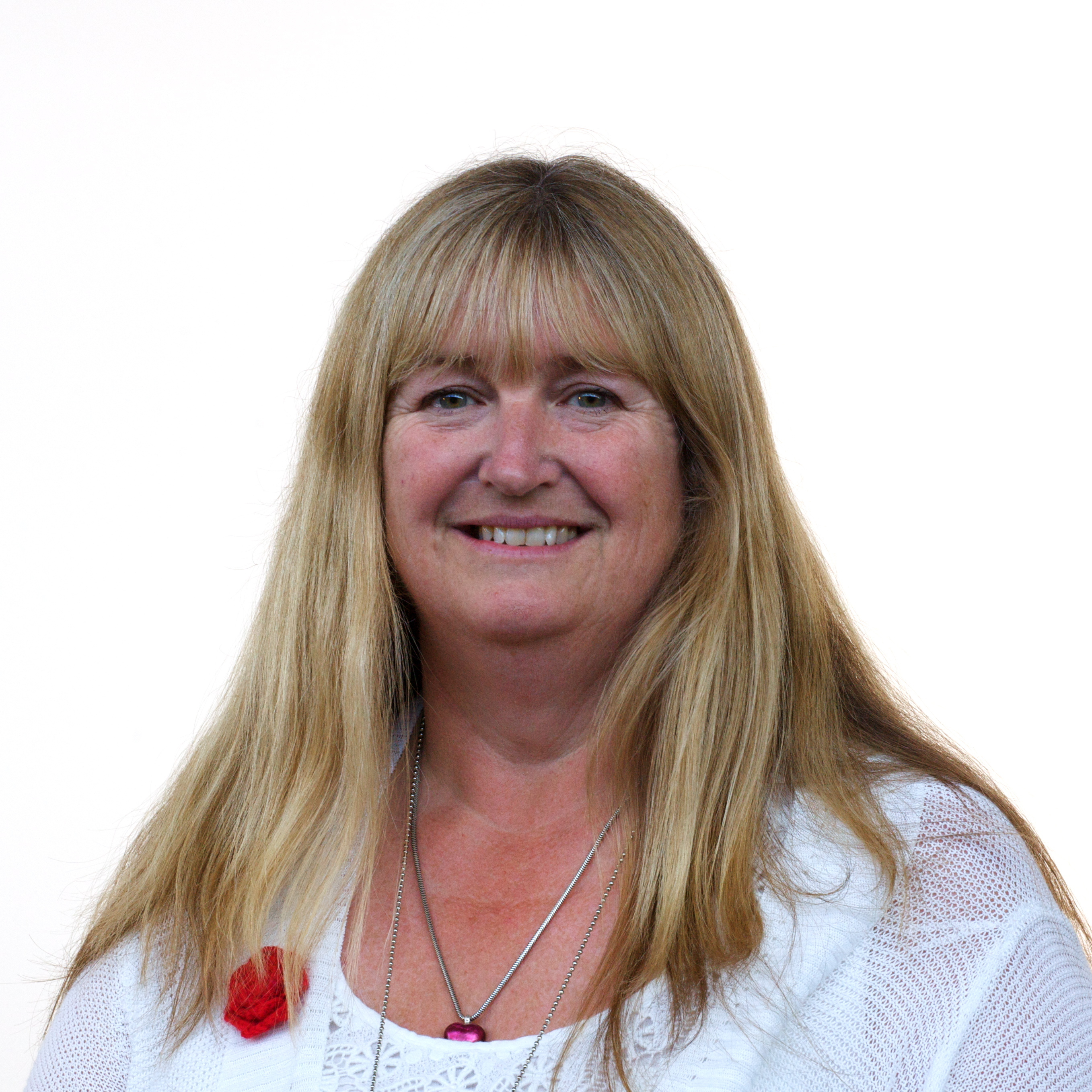
Julie James (logement, gouvernement local et urbanisme)
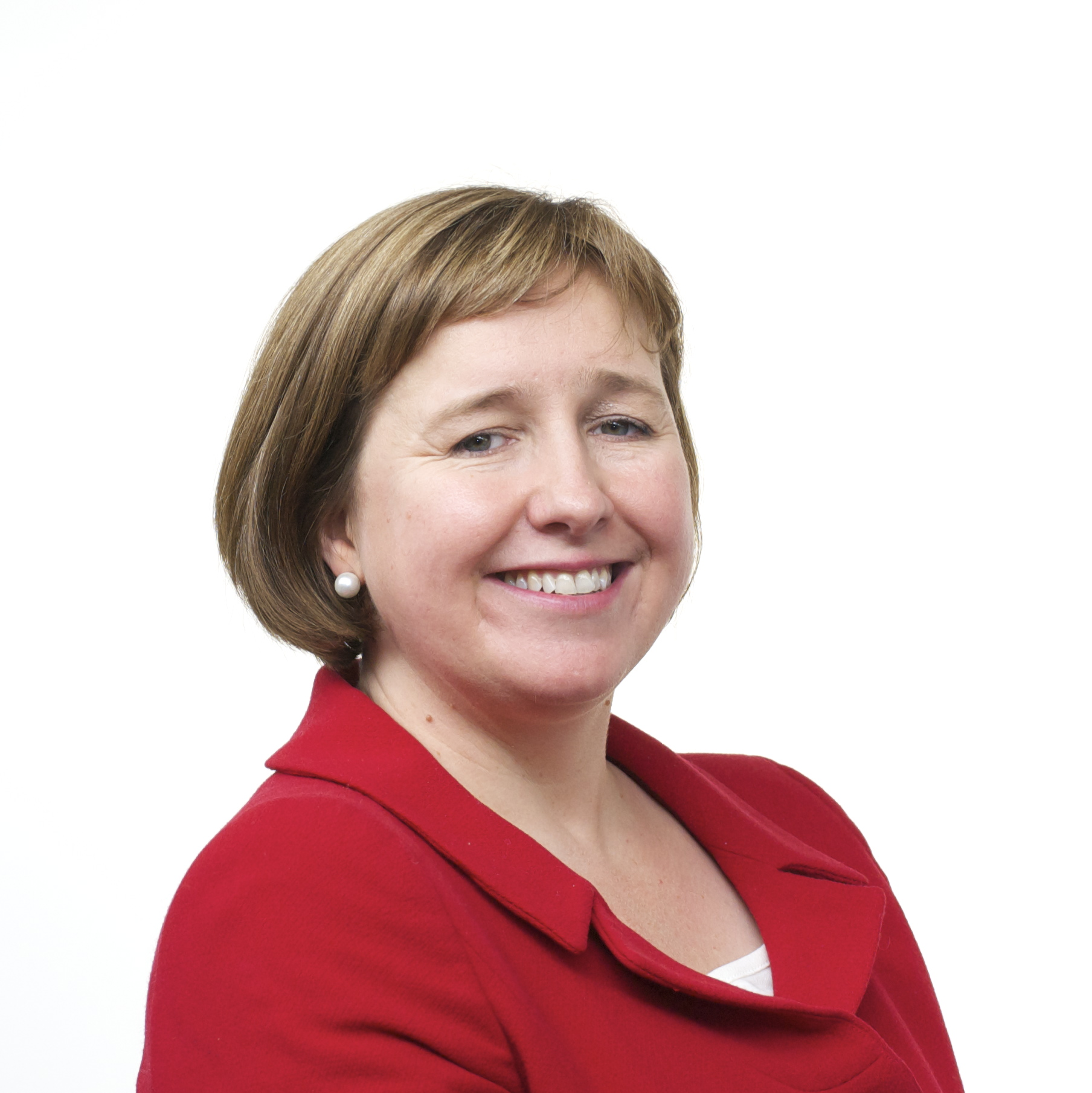
Lynne Neagle (éducation)
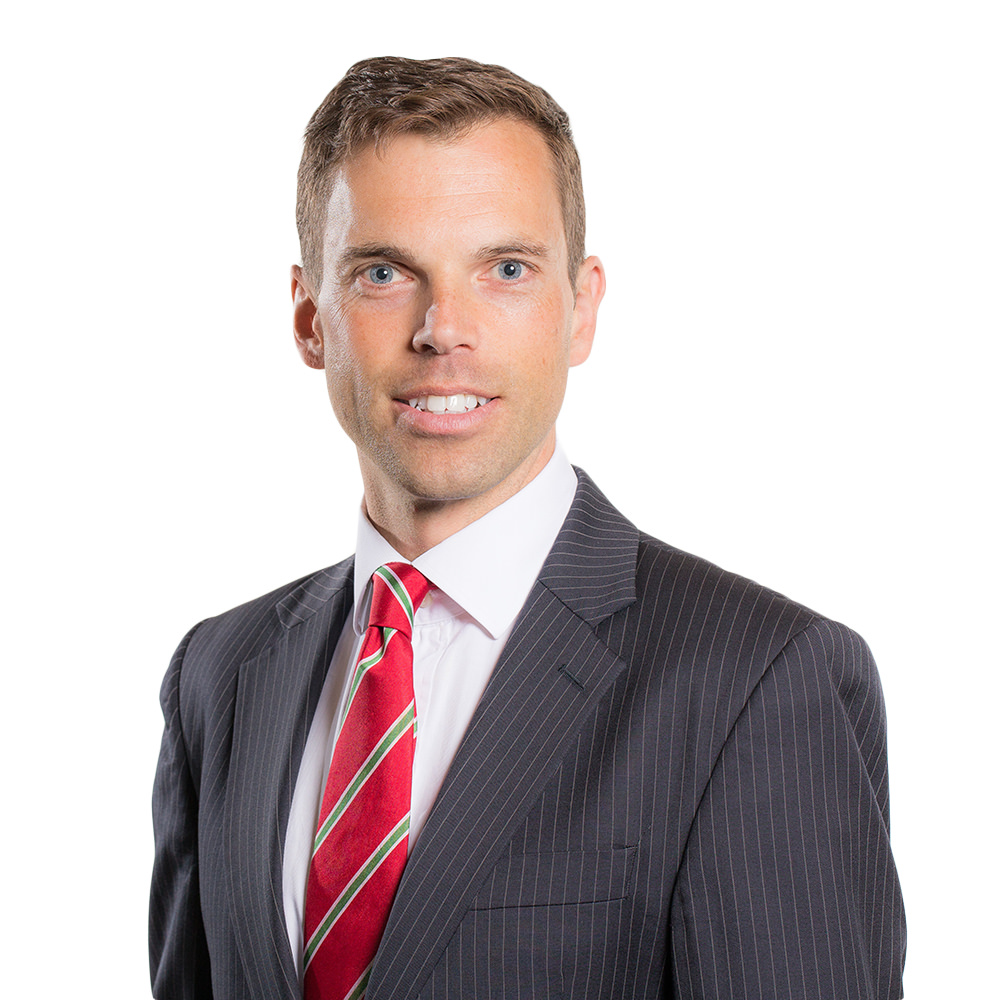
Ken Skates (nord du pays de Galles et transports)
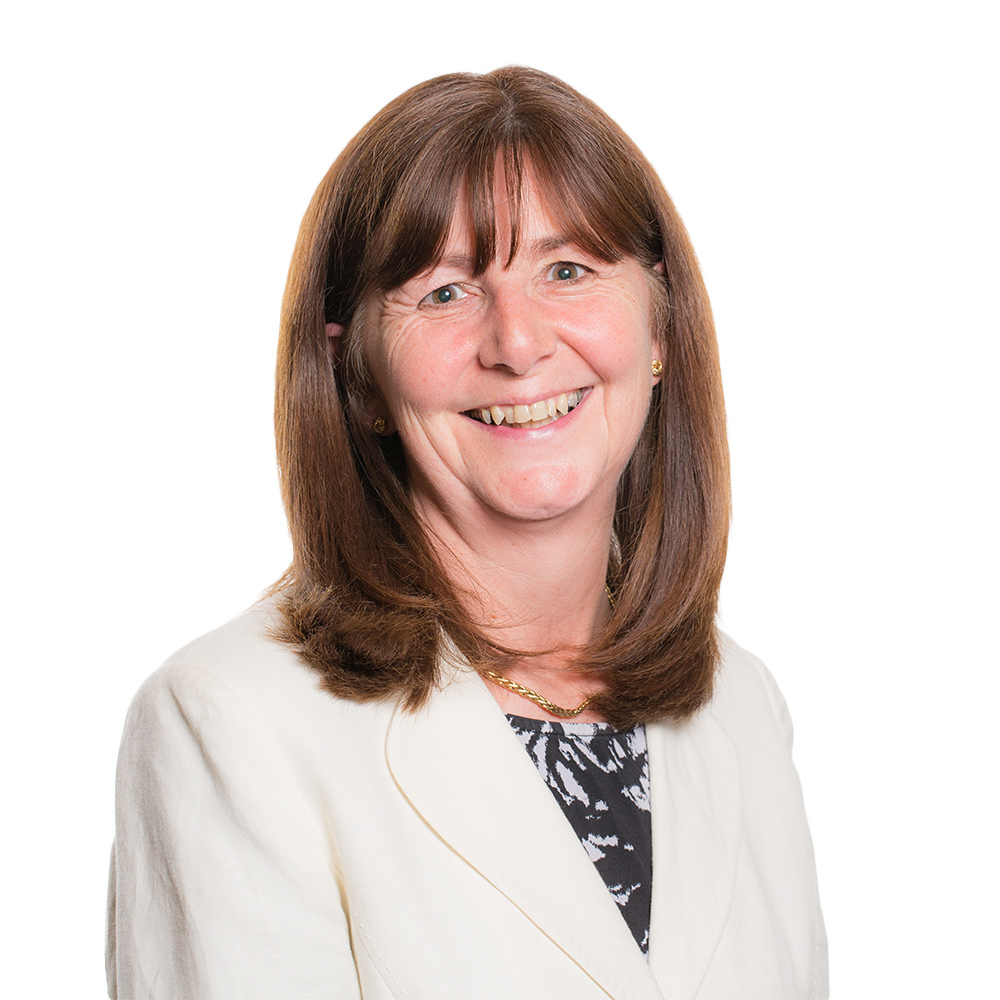
Lesley Griffiths (culture et justice sociale)
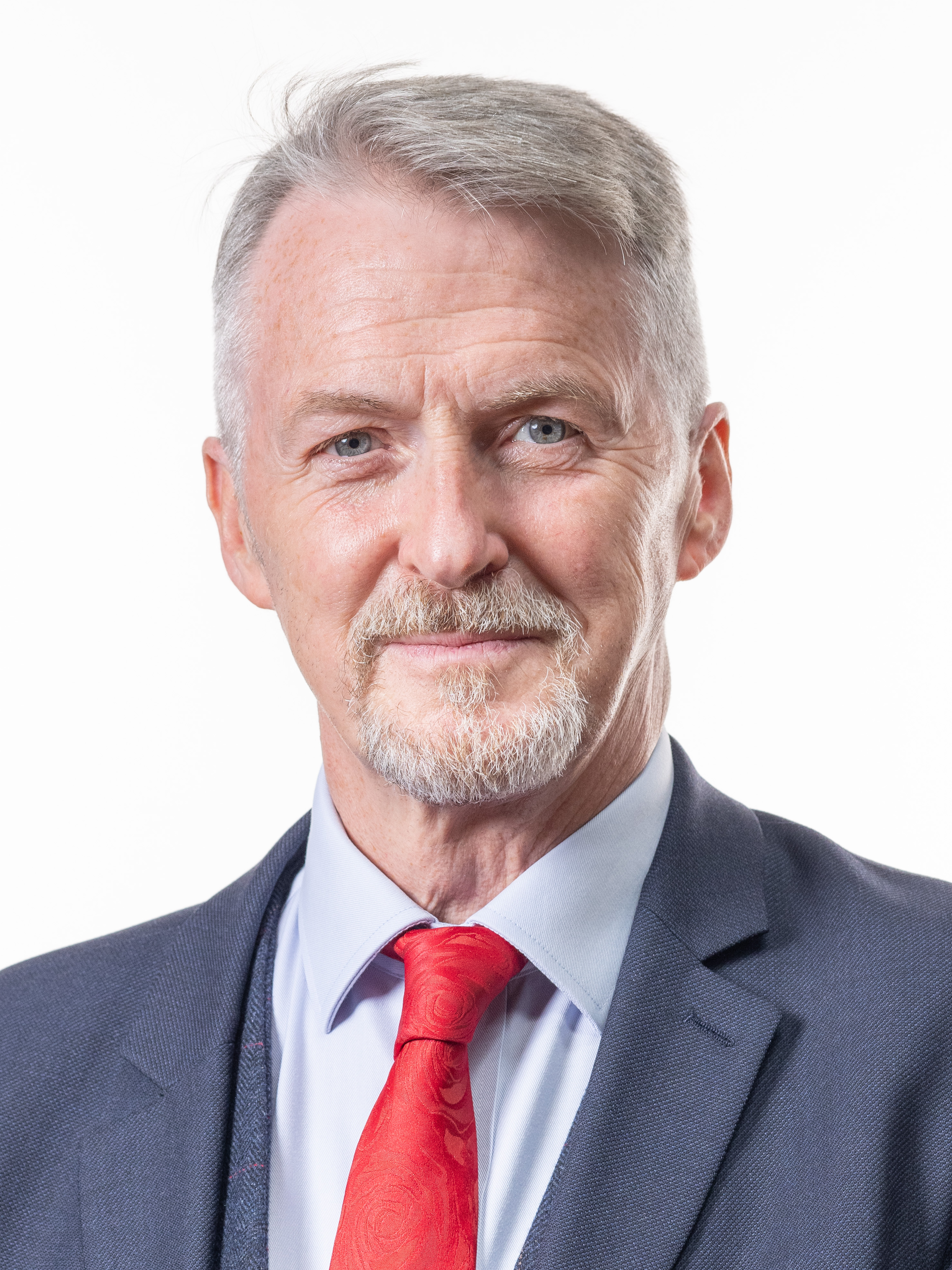
Huw Irranca-Davies (changement climatique et affaires rurales)
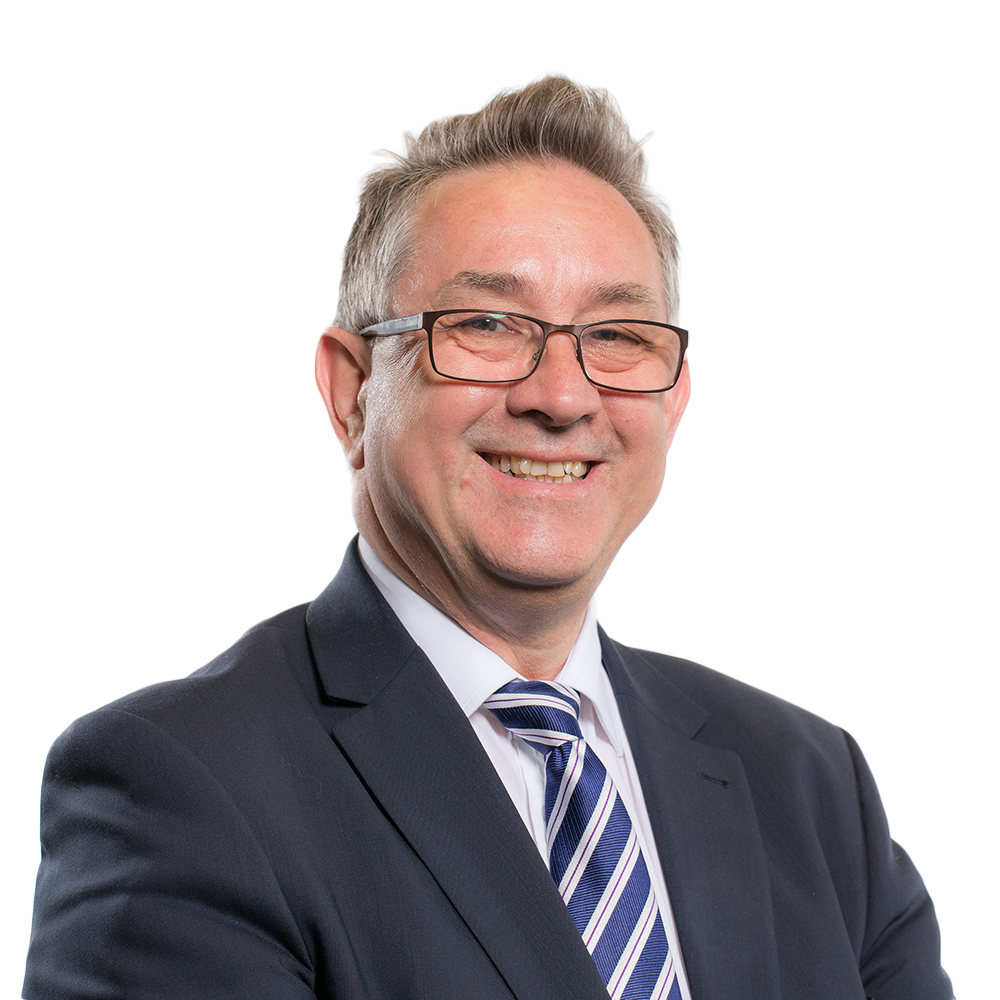
Mick Antoniw (conseiller général)
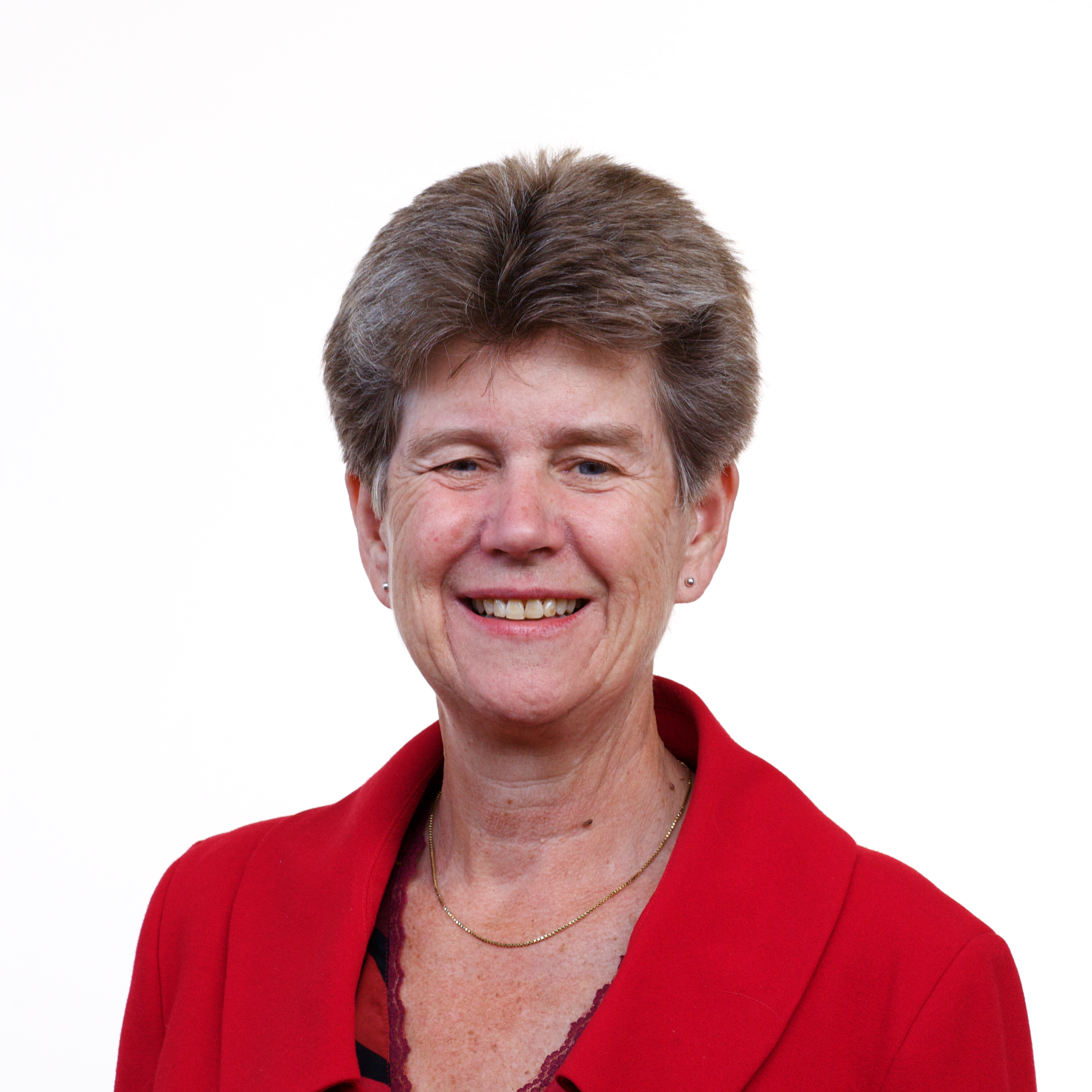
Jane Hutt (whip en chef et trefnydd)

### Ministres
Les rôles ministériels sont annoncés le jour de la formation du gouvernement.
| Poste | Identité            | Mandat                             | Groupe | Groupe             |
| --- | ------------------- | ---------------------------------- | ------ | ------------------ |
| Ministre pour le Partenariat social Minister for Social Partnership Y Gweinidog Partneriaeth Gymdeithasol                                          | Hannah Blythyn (en) | En fonction depuis le 21 mars 2024 |        | Parti travailliste |
| Ministre pour la Santé mentale et les Premières Années Minister for Mental Health and Early Years Y Gweinidog Iechyd Meddwl a’r Blynyddoedd Cynnar | Jayne Bryant (en)   | En fonction depuis le 21 mars 2024 |        | Parti travailliste |
| Ministre pour la Protection sociale Minister for Social Care Y Gweinidog Gofal Cymdeithasol                                                        | Dawn Bowden (en)    | En fonction depuis le 21 mars 2024 |        | Parti travailliste |

Galerie des ministres
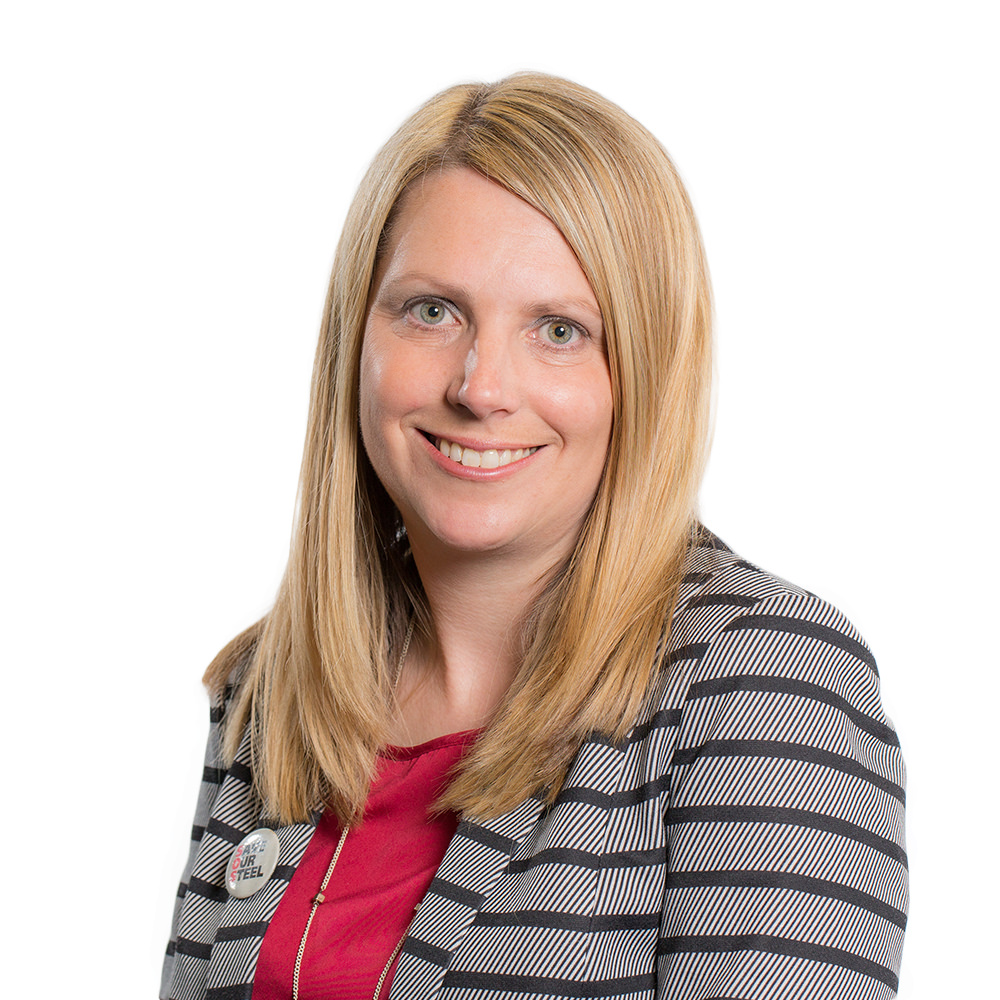
Hannah Blythyn (partenariat social)
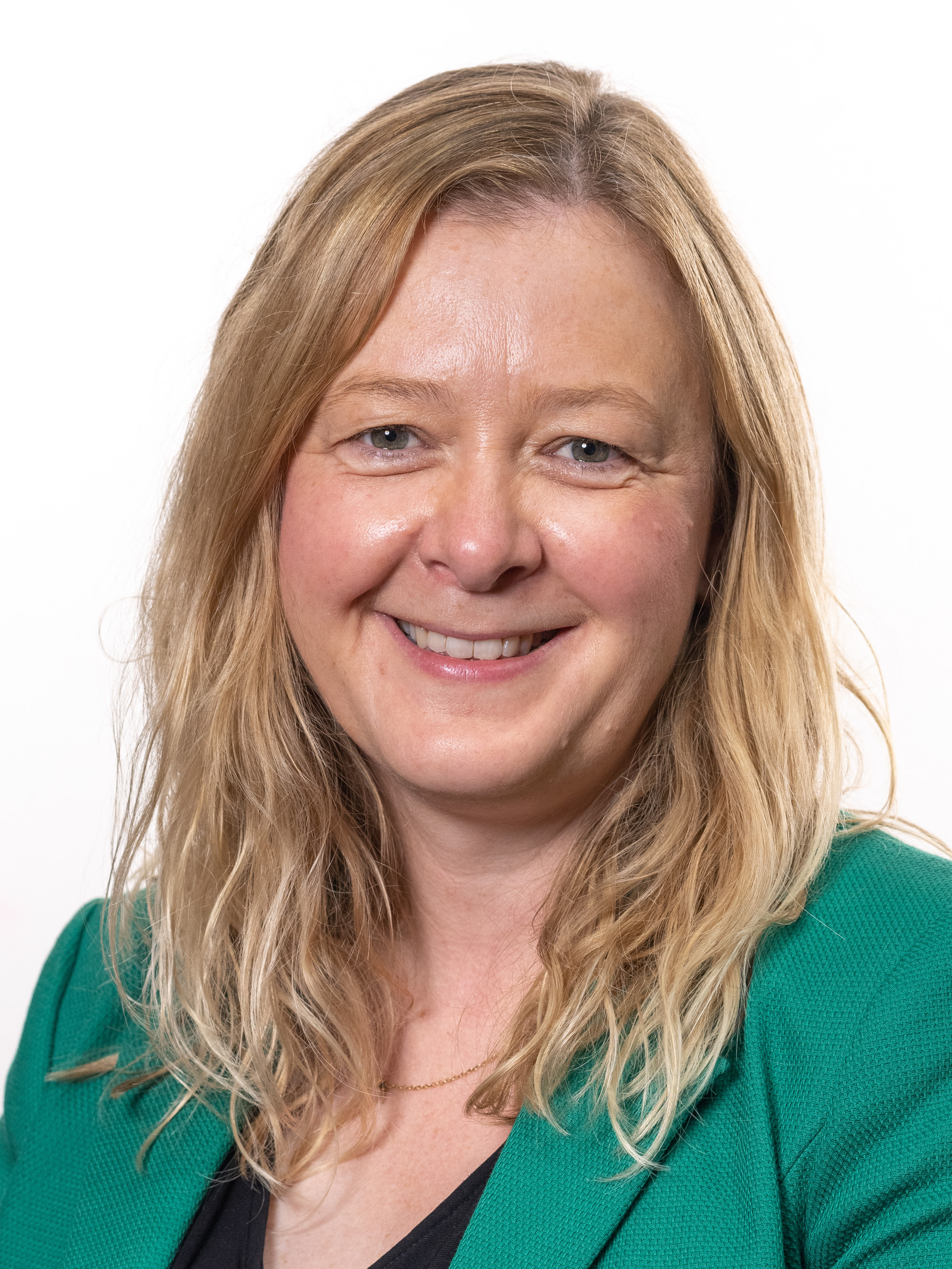
Jayne Bryant (santé mentale et premières années)
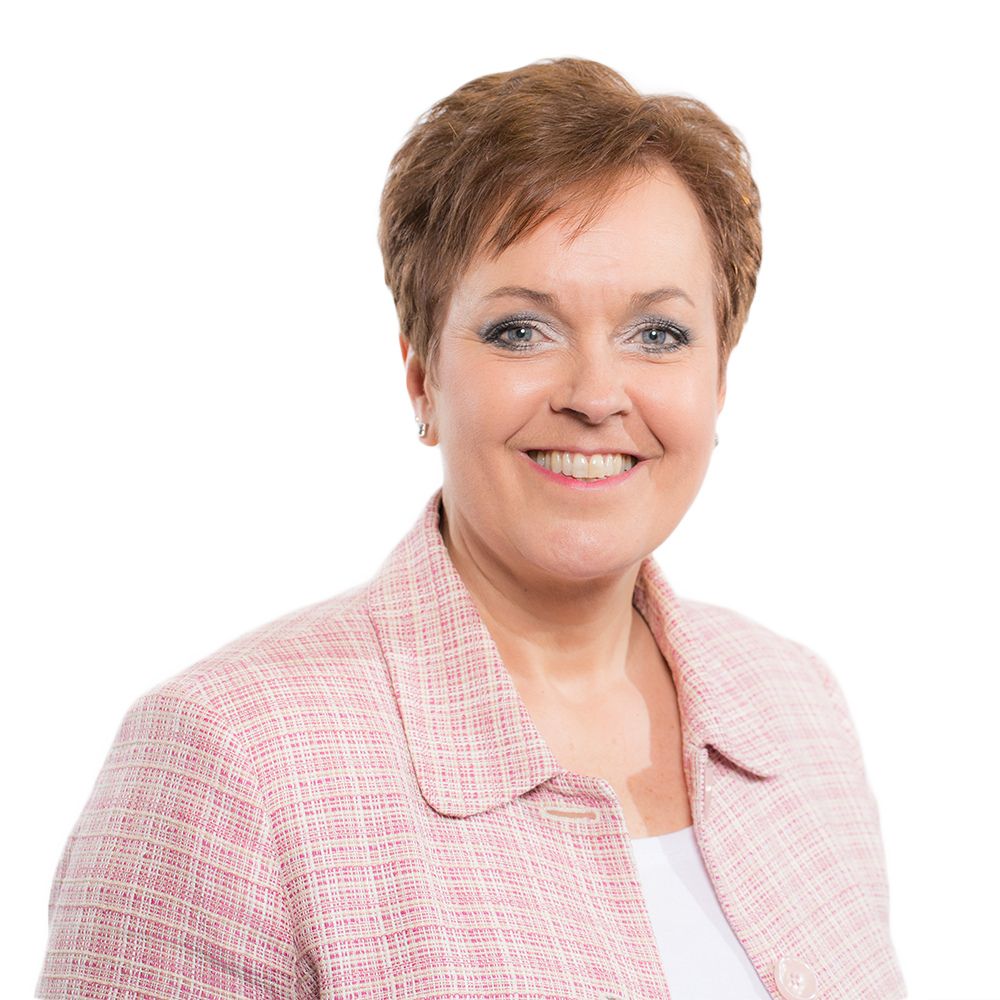
Dawn Bowden (protection sociale)